# Noms en slovène
Pour un article plus général, voir Slovène.
Les noms du slovène se déclinent en six cas et trois nombres (singulier, duel, et pluriel).

## Introduction

### Cas
En slovène la fonction d'un nom dans une phrase est marqué par l'utilisation de différents cas (et donc de terminaisons). Il y a au total six cas (leur nom slovène sont entre parenthèses) :
1. Nominatif (imenovalnik ou nominativ)
2. Génitif (rodilnik ou genitiv)
3. Datif (dajalnik ou dativ)
4. Accusatif (tožilnik ou akuzativ)
5. Locatif (mestnik ou lokativ)
6. Instrumental (orodnik ou instrumental)

En slovène, il est habituel de se référer aux cas par rapport à leur position dans la liste qui précède. Ainsi le nominatif sera désigné 1, tandis que le locatif est le 5.

### Nombre
Le slovène a trois nombres :
1. Singulier, qui fait référence à un objet,
2. Duel, qui fait référence à une paire,
3. Pluriel, qui fait référence à plus de deux objets.

La plupart des noms ont une forme distincte pour chacun des cas.

### Genre
Un nom peut avoir, en slovène, un des genres suivants :
1. Masculin
2. Féminin
3. Neutre

Un adjectif peut avoir, quant à lui, des formes différentes pour chaque genre.

### Changement phonologique commun
Dans les déclinaisons de noms et d'adjectifs, certains subissent des changements phonétiques prévisibles qui concerne la racine du mot.
- Voyelle de remplissage : dans certaines circonstances,  un -e- peut être inséré entre deux consonnes à la fin d'un mot. Ceci se produit communément dans quelques noms au nominatif singulier et au génitif pluriel et duel des noms féminins et neutres. Par exemple, le nominatif igra (jeu) a un génitif pluriel en iger. Dans la combinaison, -consonne + j, la voyelle de remplissage est un -i-. Par exemple, ladja (bateau) a un génitif pluriel en ladij.
- Autres: les noms dont les radicaux se terminent par un c, č, ž, š, ou un j changent le -o- suivant de la terminaison en un -e-. Donc, par exemple, la terminaison en -ov devient -ev pour les noms dont la racine se terminent par une des lettres précédentes. Les deux mots suivant peuvent ainsi être comparé : korak/korakom (pas) et stric/stricem (oncle).

## Déclinaisons
Il y a quatre modèles de déclinaison basiques des noms, et un modèle pour les adjectifs. Un exemple de chacun de ces modèles est donné ci-dessous. Cependant il conviendra de noter qu'il y quelques exceptions dont toutes n'ont pas été données. Les terminaisons sont en gras dans les tableaux qui suivent.

### Déclinaisons féminines

#### Première déclinaison
Cette déclinaison concerne les noms se terminant en -a. La plupart de ces noms sont féminins, mais quelques-uns, tels que vojvoda (duc), qui peut être décliné soit comme un nom en -a ou comme un nom masculin régulier. Le nom modèle de cette déclinaison est « lipa », qui signifie « tilleul ».
|                      | Nombre    |        |         |
| Cas                  | Singulier | Duel   | Pluriel |
| Nominatif (1)        | lipa      | lipi   | lipe    |
| Génitif (2)          | lipe      | lip    | lip     |
| Datif (3)            | lipi      | lipama | lipam   |
| Accusatif (4)        | lipo      | lipi   | lipe    |
| Locatif (5) (pri/o)  | lipi      | lipah  | lipah   |
| Instrumental (6) (z) | lipo      | lipama | lipami  |

Une voyelle est ajoutée au génitif pluriel et duel. Par exemple, vožnja (tarif) - voženj, igra (jeu) - iger, ladja (vaisseau) - ladij.

#### Seconde déclinaison
Cette déclinaison comprend les noms féminins qui se terminent avec une consonne. Le nom modèle de cette déclinaison est « perut », l'aile d'un oiseau.
|                      | Nombre    |         |         |
| Cas                  | Singulier | Duel    | Pluriel |
| Nominatif (1)        | perut     | peruti  | peruti  |
| Génitif (2)          | peruti    | peruti  | peruti  |
| Datif (3)            | peruti    | perutma | perutim |
| Accusatif (4)        | perut     | peruti  | peruti  |
| Locatif (5) (pri/o)  | peruti    | perutih | perutih |
| Instrumental (6) (z) | perutjo   | perutma | perutmi |

Il existe cependant des exceptions :
- à l'instrumental singulier, les noms qui ont une voyelle intermédiaire au nominatif singulier ont une terminaison en -ijo. De même, ces noms insèrent un -i- à l'instrumental pluriel et duel. Par exemple, pesem (une chanson) a un instrumental singulier en pesmijo, un datif ou instrumental duel en pesmima, et un instrumental pluriel en pesmimi.
- au datif et au locatif duel et pluriel des noms monosyllabiques, dont l'accentuation tombe à la terminaison, ont un -e- inséré entre la racine et la terminaison. Par exemple, stvar (une chose) a les terminaisons suivantes : datif duel : stvarema ; datif pluriel : stvarem ; locatif duel et pluriel : stvareh.
- certains noms perdent le schwa (-e-) qui existe dans leur nominatif (fill vowel). Par exemple, le nominatif singulier de bolezen (maladie) a un génitif singulier en bolezni.
- le nom, kri (sang), a une racine différente (krv-) pour tous les cas sauf le nominatif et l'accusatif singulier ce qui donne donc kri, krvi, krvi, kri, krvi, krvjo.
- les noms féminins, qui se termine en  -ev au nominatif singulier, tel que breskev (pêche), lestev (échelle), žetev (récolte) ont les particularités suivantes dans leurs déclinaison :
  - la racine perd le -e- du -ev à tous les autres cas.
  - à l'instrumental singulier, la terminaison est -ijo.
  - au génitif singulier la terminaison est -e.
  - au duel et pluriel, ces noms suivent la déclinaison des noms féminins en -a.
  - ces noms peuvent aussi être déclinés comme des -a mais conserveront alors les modifications ci-dessus.

#### Troisième déclinaison
Cette déclinaison se compose de tous les noms féminins indéclinables. La forme reste la même à tous les cas. Le nom modèle de cette déclinaison est mami (le surnom donné aux mères). 
|                      | Nombre    |      |         |
| Cas                  | Singulier | Duel | Pluriel |
| Nominatif (1)        | mami      | mami | mami    |
| Génitif (2)          | mami      | mami | mami    |
| Datif (3)            | mami      | mami | mami    |
| Accusatif (4)        | mami      | mami | mami    |
| Locatif (5) (pri/o)  | mami      | mami | mami    |
| Instrumental (6) (z) | mami      | mami | mami    |

#### Quatrième déclinaison
Cette déclinaison consiste en des noms féminins adjectivaux (posamostaljeni pridevnik). Ils se déclinent comme des adjectifs féminins réguliers.

#### Noms féminins irréguliers
Les noms suivants suivent un modèle de déclinaison irrégulière : gospa (dame), hči (fille), et mati (mère) au singulier. Au pluriel et au duel, mati et hči suivent le modèle en -a.
| Cas                    | mati    | hči    |
| ---------------------- | ------- | ------ |
| Nominatif (1)          | mati    | hči    |
| Génitif (2)            | matere  | hčere  |
| Datif (3)              | materi  | hčeri  |
| Accusatif (4)          | mater   | hčer   |
| Locatif (5) (pri)      | materi  | hčeri  |
| Instrumental (6) (s/z) | materjo | hčerjo |

| Cas                  | Singulier | Duel    | Pluriel      |
| -------------------- | --------- | ------- | ------------ |
| Nominatif (1)        | gospa     | gospe   | gospe        |
| Génitif (2)          | gospe     | gospe   | gospe, gospa |
| Datif (3)            | gospe     | gospema | gospem       |
| Accusatif (4)        | gospo     | gospe   | gospe        |
| Locatif (5) (pri)    | gospe     | gospeh  | gospeh       |
| Instrumental (6) (z) | gospo     | gospema | gospemi      |

### Déclinaisons masculines

#### Première déclinaison
Le nom modèle de cette déclinaison est korak, (une marche).
|                      | Nombre    |          |         |
| Cas                  | Singulier | Duel     | Pluriel |
| Nominatif (1)        | korak     | koraka   | koraki  |
| Génitif (2)          | koraka    | korakov  | korakov |
| Datif (3)            | koraku    | korakoma | korakom |
| Accusatif (4)        | korak     | koraka   | korake  |
| Locatif (5) (pri/o)  | koraku    | korakih  | korakih |
| Instrumental (6) (s) | korakom   | korakoma | koraki  |

Les éléments suivants doivent être notés :
1. les noms animés, qui sont les noms désignant les choses vivantes, prennent la terminaison du génitif à l'accusatif. Certains noms inanimés obéissent à la même règle. Ainsi, fant (un garçon) a un accusatif en fanta
2. les noms dont la racine se termine par C, Č, Ž, Š, J connaissent une modification : la lettre -o- de la terminaison est remplacée par -e-. Ainsi, stric (un oncle) a un instrumental en stricem.
3. certains noms monosyllabiques ont une terminaison en -u  au lieu d'un -a au génitif singulier. Par exemple, grad (un château) a un génitif singulier en gradu.
4. aux formes pluriel et duel, les noms monosyllabiques, ont souvent un -ov-ajouté avant la terminaison. Ainsi il y a : zid (mur) - zidova - zidovi.
5. les noms empruntés à d'autres langues ont une terminaison en -o ou -e au nominatif singulier. Par exemple, avto (voiture) ou finale.
6. les noms mož (mari ou homme), zob (dent) et las (cheveux) ont une terminaison en -je au nominatif pluriel au lien du -i : možje, zobje, lasje. Certains noms acceptent l'une ou l'autre des formes. Par exemple, fant (garçon), gost (invité), škof (évêque). Ces mêmes noms ont un génitif pluriel et duel sans terminaisons.
7. les noms masculins avec la voyelle supplémentaire, -e-, au nominatif singulier, perdent cette lettres aux autres cas. Ainsi, vrelec (source chaude) a pour génitif singulier vrelca.
8. certains noms ajoutent à leur racine un -j- (si le nominatif se termine en -r), -t- (pour les noms propres se terminant en -e) ou -n- (si le nominatif se termine en -lj) dans tous les autres cas. Ainsi, redar (garde de sécurité lors d'un évènement public) - redarja; Zvone - Zvoneta; nagelj (œillet) - nageljna.
9. le nom otrok (enfant) a un nominatif pluriel en otroci et un locatif pluriel en octrocih.
10. le nom človek (humain) a une racine différente au pluriel et génitif et locatif duel. ljud-. Donc : au pluriel, ljudje - ljudi - ljudem - ljudi - pri ljudeh - z ljudmi; au duel : človeka - ljudi - človekoma - človeka - pri ljudeh - s človekoma (duel).

#### Seconde déclinaison
Ce modèle de déclinaison est similaire à la première déclinaison féminine. Certains noms de ce groupe peuvent être décliné à comme des noms de la première déclinaison masculine. Le nom modèle de cette déclinaison est vojvoda, duc. 
|                      | Nombre    |           |           |
| Cas                  | Singulier | Duel      | Pluriel   |
| Nominatif (1)        | vojvoda   | vojvodi   | vojvode   |
| Génitif (2)          | vojvode   | vojvod    | vojvod    |
| Datif (3)            | vojvodi   | vojvodama | vojvodam  |
| Accusatif (4)        | vojvodo   | vojvodi   | vojvode   |
| Locatif (5) (pri/o)  | vojvodi   | vojvodah  | vojvodah  |
| Instrumental (6) (z) | vojvodo   | vojvodama | vojvodami |

Les deux formes possibles des noms Luka (Luke, un nom) sont :
1. Nominatif : Luka
2. Génitif : Luke ou Luka
3. Datif : Luki ou Luku
4. Accusatif : Luko ou Luka
5. Locatif : pri Luki ou pri Luku
6. Instrumental : z Luko ou z Lukom

#### Troisième déclinaison
Le nom modèle de cette déclinaison est H2O, ou tout autre acronyme ou symbole.
|                      | Nombre    |      |         |
| Cas                  | Singulier | Duel | Pluriel |
| Nominatif (1)        | H2O       | H2O  | H2O     |
| Génitif (2)          | H2O       | H2O  | H2O     |
| Datif (3)            | H2O       | H2O  | H2O     |
| Accusatif (4)        | H2O       | H2O  | H2O     |
| Locatif (5) (pri/o)  | H2O       | H2O  | H2O     |
| Instrumental (6) (z) | H2O       | H2O  | H2O     |

Tous les acronymes et les symboles appartiennent à cette déclinaison, mais ils peuvent aussi être déclinés comme des noms de la première déclinaison masculine, auquel cas il porte un tiret obligatoire (-).
Ainsi, pour le nom ATP (signifiant adénosine triphosphate) :
1. Nominatif : ATP
2. Génitif : ATP ou ATP-ja
3. Datif : ATP ou ATP-ju
4. Accusatif : ATP ou ATP
5. Locatif : pri ATP ou pri ATP-ju
6. Instrumental: z ATP ou z ATP-jem

#### Quatrième déclinaison
Ce modèle de déclinaison consiste en des noms adjectivaux en (posamostaljeni pridevnik). Ces noms se déclinent comme des adjectifs masculins réguliers.

#### Noms masculins irréguliers
Le plus commun des noms masculins irréguliers est dan (jour). Son modèle de déclinaison est ci-dessous.
|                      | Nombre       |                |              |
| Cas                  | Singulier    | Duel           | Pluriel      |
| Nominatif (1)        | dan          | dni, dneva     | dnevi        |
| Génitif (2)          | dne, dneva   | dni            | dni          |
| Datif (3)            | dne, dnevu   | dnema, dnevoma | dnem, dnevom |
| Accusatif (4)        | dan          | dni, dneva     | dni, dneve   |
| Locatif (5) (pri/o)  | dne, dnevu   | dneh, dnevih   | dneh, dnevih |
| Instrumental (6) (z) | dnem, dnevom | dnema, dnevoma | dnemi, dnevi |

### Déclinaisons neutres

#### Première déclinaison
Le nom modèle de cette déclinaison est mesto, ville.
|                      | Nombre    |         |         |
| Cas                  | Singulier | Duel    | Pluriel |
| Nominatif (1)        | mesto     | mesti   | mesta   |
| Génitif (2)          | mesta     | mest    | mest    |
| Datif (3)            | mestu     | mestoma | mestom  |
| Accusatif (4)        | mesto     | mesti   | mesta   |
| Locatif (5) (pri/o)  | mestu     | mestih  | mestih  |
| Instrumental (6) (z) | mestom    | mestoma | mesti   |

Les éléments suivants doivent être notés :
- les noms dont les racines se terminent en C, Č, Ž, Š, J sont sujets à des modifications. La lettre -o- de la terminaison est remplacé par un -e-. Ainsi, sonce (soleil) a un instrumental en soncem.
- certains noms n'ont pas de terminaison au nominatif singulier tel que kolo (bicyclette), ime (nom), telo (corps), et dekle (fille). Ces noms étendent leur radical avec un -n-, -s- ou un -t- à tous les autres cas et nombres (ime - imena, kolo - kolesa, dekle - dekleta).
- les noms peuvent porter une voyelle supplémentaire (-e-/schwa or -i- before j) au génitif duel et pluriel. Par exemple : okno (fenêtre) - oken, veselje (joie) - veselij.
- les noms, oko (œil), à un pluriel différent lorsqu'il désigne les yeux humains. Cette forme est oči, la forme duel, qui au pluriel est décliné comme un nom de la seconde déclinaison féminine au pluriel. De plus, sa racine est očes- pour la plupart des noms.

#### Quatrième déclinaison
Ce modèle de déclinaison consiste en des noms adjectivaux neutres (posamostaljeni pridevnik). Ces noms se déclinent comme des adjectifs neutres réguliers. Certains noms de villes sont dans cette catégorie.

### Noms massifs
En slovène, les noms massifs sont soit singulier ou pluriel. 
Les noms indénombrables utilisés au singulier peuvent être séparé en trois groupes :
- matière (voda (eau) (bien qu'il soit au pluriel pour désigner les rivières, les lacs et les mers), kri (sang), pesek (sable))
- groupes (drevje (arbres), mladina (jeunesse), pohištvo (mobilier))
- concepts (ljubezen (amour), zdravje (santé), mir (paix), znanje (connaissance))

Les noms pluriel sont, par exemple, les suivants : pljuča (poumons), sani (traîneau), norice (variole), možgani (cerveau). De plus, le pluriel est utilisé à la place du duel pour les parties du corps (roke (bras), ušesa (oreilles)), les vêtements (nogavice (chausettes)), certains objets (rolerji (rollers), et pour des pairs biologiques (starši (parents)), sauf lorsqu'il s'agit de mettre en évidence qu'il n'y en a que deux ou un.
Il est possible d'utiliser les formes duel et pluriel pour les noms indénombrables singulier quand il s'agit de mettre en avant la diversité ou le nombre.